# Ludwigia irwinii
Ludwigia irwinii là một loài thực vật có hoa trong họ Anh thảo chiều. Loài này được Ramamoorthy mô tả khoa học đầu tiên năm 1987.